# ポール・ライザー
ポール・ライザー（Paul Reiser,  1957年3月30日 - ）は、アメリカ合衆国の俳優・脚本家・プロデューサー・コメディアンである。

## 来歴
1957年、ニューヨーク州ニューヨーク市生まれ。ユダヤ系の家庭で、父親は健康食品の卸売業を営んでおり、母親は主婦だった。高校を卒業後はニューヨーク州立大学ビンガムトン校へ進学し、音楽を専攻。音楽を専攻する一方で、大学在学中から学生演劇などに親しんだほか、コメディアンとしての才能も発揮してナイトクラブなどのステージに立った。大学卒業後は、スタンダップ・コメディアンとしてキャリアをスタート。1982年にはスティーヴ・グッテンバーグ主演の青春映画『ダイナー』へ出演して劇場映画デビューを果たした。同作品への出演が評判を呼び、その後もエディ・マーフィ主演の『ビバリーヒルズ・コップ』やジェームズ・キャメロン監督の『エイリアン2』などの話題作へ立て続けに出演。同時にテレビドラマ版の『ダイナー』へも映画と同役で出演するなど、俳優として順調なキャリアを築き上げた。
また、特に彼のキャリアで知られるようになったのは、テレビドラマシリーズ『あなたにムチュー』への出演で、同作品ではヘレン・ハントと共に主人公夫婦をコミカルに演じて、幅広い層から人気を集めた。同作品は日本でも放送されたほか、作品自体がエミー賞やゴールデングローブ賞を受賞するなど、高い評価を得ている。ライザー自身は俳優としてのほかにプロデューサー、脚本家としても参加しており、プライムタイム・エミー賞には合計で6回、ゴールデングローブ賞は合計で4回ノミネートされた。また、同ドラマのテーマソングもライザー自身が手がけており、役者のみならず、それ以外の分野でも幅広い才能を披露して作品に貢献した。1995年にはグラミー賞のホストも務めた。

### 私生活
1988年にPaula Ravetsと結婚し、現在は二児の父親でもある。

## 出演作品

### 映画
- ダイナー Diner (1982)
- The Toast of Manhattan (1982) ※テレビ映画
- Sunset Limousine (1983) ※テレビ映画
- ビバリーヒルズ・コップ Beverly Hills Cop (1984)
- Odd Jobs (1986)
- エイリアン2 Aliens (1986)
- ビバリーヒルズ・コップ2 Beverly Hills Cop II (1987)
- ハート泥棒 Cross My Heart (1987)
- クレイジー・ピープル Crazy People (1990)
- あなたに恋のリフレイン The Marrying Man (1991)
- Carol Leifer: Gaudy, Bawdy & Blue (1992) ※テレビ映画
- タワー The Tower (1993) ※テレビ映画
- Family Prayers (1993)
- Mr. Write (1994)
- バイバイ・ラブ Bye Bye Love (1995)
- ストーリー・オブ・ラブ The Story of Love (1999)
- Pros & Cons (1999)
- ジュエルに気をつけろ! One Night at McCool's (2001)
- My Beautiful Son (2001)
- ジ・イノベーター 革新者 Purpose (2002)
- Women vs. Men (2002) ※テレビ映画
- The Thing About My Folks (2005)
- 恋するリベラーチェ Behind the Candelabra (2013)
- セッション Whiplash (2014)
- ライフ・アフター・ベス Life After Beth (2014)
- コンカッション Concussion (2015)
- ジョシーとさよならの週末 Joshy (2016)
- バッドガイズ!! War on Everyone (2016)
- ダークネス The Darkness (2016)
- マイルズ Miles (2016)
- 天使たちのビッチ・ナイト The Little Hours (2017)
- バッド・スパイ The Spy Who Dumped Me (2018)
- ホース・ガール Horse Girl (2020)
- ビバリーヒルズ・コップ: アクセル・フォーリー Beverly Hills Cop: Axel F (2024)

### テレビドラマ
- 探偵レミントン・スティール Remington Steele (1983)
- George Burns Comedy Week (1985)
- ディズニーランド Disneyland (1987)
- My Two Dads (1987 - 1990)
- あなたにムチュー Mad About You (1992 - 1999)
- ラリーのミッドライフ★クライシス Curb Your Enthusiasm (2002)
- TripTank (2014)
- レッド・オークス Red Oaks (2014)
- Married (2014)
- ストレンジャー・シングス 未知の世界 (2017 - )
- ロマノフ家の末裔 〜それぞれの人生〜 (2018)
- ザ・ボーイズ (2022)